# شهرستان کلی (تنسی)
شهرستان کلی، تنسی (به انگلیسی: Clay County, Tennessee) یک سکونتگاه مسکونی در ایالات متحده آمریکا است که در تنسی واقع شده‌است.

## خصوصیات
شهرستان کلی ۶۷۱ کیلومترمربع مساحت دارد.